# Roadracing-VM 1994
Världsmästerskapen i Roadracing 1994 arrangerades av Internationella motorcykelförbundet och innehöll klasserna 500GP, 250GP och 125GP i Grand Prix-serien samt Superbike, Endurance och Sidvagn. VM-titlar delades ut till bästa förare och till bästa konstruktör. Grand Prix-serien kördes över 14 deltävlingar i 13 länder.
| Klass     | Mästare individuellt                        | Mästare konstruktörer |
| --------- | ------------------------------------------- | --------------------- |
| 500GP     | Mick Doohan (Honda)                         | Honda                 |
| 250GP     | Max Biaggi (Aprilia)                        | Honda                 |
| 125GP     | Kazuto Sakata (Aprilia)                     | Honda                 |
| Superbike | Carl Fogarty (Ducati)                       | Ducati                |
| Endurance | Adrien Morillas (Kawasaki)                  | -                     |
| Sidvagn   | Rolf Biland/Kurt Waltisperg (LCR-Swissauto) | -                     |

## 500 GP
Mick Doohan tog här sin första titel. Det skulle bli rena ketchupeffekten för Doohan som vann fem raka titlar mellan 1994 och 1998. Kevin Schwantz avslutade sin karriär med en fjärdeplats i VM.

### Delsegrare
| Bana           | Vinnare        | Märke  |
| -------------- | -------------- | ------ |
| Eastern Creek  | John Kocinski  | Cagiva |
| Shah Alam      | Mick Doohan    | Honda  |
| Suzuka         | Kevin Schwantz | Suzuki |
| Jerez          | Mick Doohan    | Honda  |
| Salzburgring   | Mick Doohan    | Honda  |
| Hockenheim     | Mick Doohan    | Honda  |
| Assen          | Mick Doohan    | Honda  |
| Mugello        | Mick Doohan    | Honda  |
| Le Mans        | Mick Doohan    | Honda  |
| Donington Park | Kevin Schwantz | Suzuki |
| Brno           | Mick Doohan    | Honda  |
| Laguna Seca    | Luca Cadalora  | Yamaha |
| Buenos Aires   | Mick Doohan    | Honda  |
| Barcelona      | Luca Cadalora  | Yamaha |

### Slutställning
| Plats | Förare          | Team                | Poäng |
| ----- | --------------- | ------------------- | ----- |
| 1     | Mick Doohan     | Team Honda          | 317   |
| 2     | Luca Cadalora   | Marlboro Yamaha     | 174   |
| 3     | John Kocinski   | Cagiva              | 172   |
| 4     | Kevin Schwantz  | Lucky Strike Suzuki | 169   |
| 5     | Alberto Puig    | Duragos Honda       | 152   |
| 6     | Àlex Crivillé   | Team Honda          | 144   |
| 7     | Shinichi Itoh   | Honda               | 141   |
| 8     | Alex Barros     | Suzuki              | 134   |
| 9     | Doug Chandler   | Cagiva              | 103   |
| 10    | Niall Mackenzie | Yamaha              | 83    |

## 250GP

### Delsegrare
| Bana           | Vinnare              | Märke   |
| -------------- | -------------------- | ------- |
| Eastern Creek  | Max Biaggi           | Aprilia |
| Shah Alam      | Max Biaggi           | Aprilia |
| Suzuka         | Tadayuki Okada       | Honda   |
| Jerez          | Jean-Philippe Ruggia | Aprilia |
| Salzburgring   | Loris Capirossi      | Honda   |
| Hockenheim     | Loris Capirossi      | Honda   |
| Assen          | Max Biaggi           | Aprilia |
| Mugello        | Ralf Waldmann        | Honda   |
| Le Mans        | Loris Capirossi      | Honda   |
| Donington Park | Loris Capirossi      | Honda   |
| Brno           | Max Biaggi           | Aprilia |
| Laguna Seca    | Doriano Romboni      | Honda   |
| Buenos Aires   | Tadayuki Okada       | Honda   |
| Barcelona      | Max Biaggi           | Aprilia |

### Slutställning
| Plats | Förare               | Märke   | Poäng |
| ----- | -------------------- | ------- | ----- |
| 1     | Max Biaggi           | Aprilia | 234   |
| 2     | Tadayuki Okada       | Honda   | 214   |
| 3     | Loris Capirossi      | Honda   | 199   |
| 4     | Doriano Romboni      | Honda   | 170   |
| 5     | Ralf Waldmann        | Honda   | 156   |
| 6     | Jean-Philippe Ruggia | Aprilia | 149   |

## 125GP

### Delsegrare
| Bana           | Vinnare           | Märke   |
| -------------- | ----------------- | ------- |
| Eastern Creek  | Kazuto Sakata     | Aprilia |
| Shah Alam      | Noboru Ueda       | Honda   |
| Suzuka         | Takeshi Tsujimura | Honda   |
| Jerez          | Kazuto Sakata     | Aprilia |
| Salzburgring   | Dirk Raudies      | Honda   |
| Hockenheim     | Dirk Raudies      | Honda   |
| Assen          | Kazuto Sakata     | Aprilia |
| Mugello        | Noboru Ueda       | Honda   |
| Le Mans        | Noboru Ueda       | Honda   |
| Donington Park | Takeshi Tsujimura | Honda   |
| Brno           | Kazuto Sakata     | Aprilia |
| Laguna Seca    | Takeshi Tsujimura | Honda   |
| Buenos Aires   | Jorge Martínez    | Yamaha  |
| Barcelona      | Dirk Raudies      | Honda   |

### Slutställning
| Plats | Förare            | Märke   | Poäng |
| ----- | ----------------- | ------- | ----- |
| 1     | Kazuto Sakata     | Aprilia | 224   |
| 2     | Noboru Ueda       | Honda   | 194   |
| 3     | Takeshi Tsujimura | Honda   | 190   |
| 4     | Dirk Raudies      | Honda   | 162   |
| 5     | Peter Öttl        | Aprilia | 160   |
| 6     | Jorge Martínez    | Yamaha  | 135   |